# Хофмейр, Хендрик
Хендрик Хофмейр (африк. Hendrik Hofmeyr; род. 20 ноября 1957, Кейптаун) — южноафриканский композитор.
В 1982—1992 годах жил в эмиграции (преимущественно в Италии) из-за отказа по убеждениям от исполнения воинской обязанности. В этот период Хофмейр завершил своё музыкальное образование, а его опера «Падение дома Ашеров» (по одноимённому рассказу Эдгара По) заняла первое место на южноафриканском национальном оперном конкурсе; в 1988 году эта опера была поставлена в государственном театре в Претории.
В 1997 году Хофмейр выиграл Международный конкурс имени королевы Елизаветы в Брюсселе и впервые проводившийся конкурс имени Димитриса Митропулоса в Афинах.
В 1999 году получил степень доктора музыки в Кейптаунском университете, где и возглавляет в настоящее время кафедру композиции и теории музыки.

## Сочинения

### Для хора
- Requiem.
- Iubilate Deo (мотет).
- Tu pauperum refugium (мотет).
- Stabat mater (мотет).
- Pie Jesu (мотет).
- Sweet was the Song.
- Care-Charmer Sleep (мадригал).
- The Eccho (мадригал).
- How sweet the moonlight (мадригал).
- Die Spokewals.
- Eden.
- Par les sentiers de lumière.
- Uqongqot’hwane.
- Thula, babana.

### Для хора и оркестра
- Месса св. Игнатия Лойолы.
- Kersliedjie.

### Для хора и фортепиано
- Sound the Flute!
- Liederwysgesange.